# Calycina poggii
Calycina poggii – gatunek chrząszcza z rodziny schylikowatych.
Gatunek ten opisany został w 2013 roku przez Enrico Ruzziera na podstawie samicy odłowionej w latach 1876–1877. Epitet gatunkowy nadano mu na cześć Roberto Poggiego.
Chrząszcz o ciele długości 16 mm, ubarwionym jaskrawo pomarańczowo z niebieskimi pokrywami, porośnięty żółtym owłosieniem. Ponad półtora raza szersza niż dłuższa głowa ma kanciaste i silnie wystające na boki krawędzie skroni. Wyraźnie ząbkowane czułki cechuje trzeci człon dłuższy niż szeroki i dłuższy niż człon czwarty. Półtora raza szersze niż dłuższe przedplecze ma prawie trapezowaty obrys. Zabarkowa część pokryw ma delikatnie zaznaczone wgłębienia podłużne jedynie w nasadowej połowie. Nienakryte pokrywami, półtora raza dłuższe od hypopygidium pygidium ma formę ściętego stożka.
Owad znany wyłącznie z Papui-Nowej Gwinei.